# Unionville, Missouri
Unionville är administrativ huvudort i Putnam County i Missouri. Countyts territorium utökades år 1854 och den nya geografiska mittpunkten valdes till plats för ny huvudort. Orten hette först Harmony men namnbytet till Unionville skedde redan år 1855.